# リライアントK
リライアントK (Relient K)は、オハイオ州カントン出身のバンド。名前の由来はマット・フープスの Reliant K車（Plymouth Reliant）で、つづりの一部を変えてある。ジャンルはオルタナティブ・ミュージック、ポップ・パンク、ピアノ・ロック、クリスチャン・ロックなど。
美しいメロディーとトリッキーな歌詞、そして圧倒的ライブ・パフォーマンスが話題を呼び、メロディック・パンク・シーンで大きく注目される。2ndアルバム「The Anatomy of the Tongue in Cheek」、グラミー賞ノミネート作となった3rdアルバム「トゥー・レフツ・ドント・メイク・ア・ライト…バット・スリー・ドゥ」(2003)そして4thとなる前作「ビー・マイ・エスケイプ（Mmhmm）」(2004)の3作品全て全米で50万枚を超えるセールスを記録。「MMHMM」は全世界で85万枚を記録している。

## メンバー
| メンバー - マット・フープス / Matthew Ryan Hoopes–ギター、ボーカル(1998–) - マット・ティーセン / Matthew Arnold Thiessen–リードボーカル、ギター、ピアノ(1998–) - デイヴ・ダグラス / David Allen Douglas–ドラムス、ボーカル(2000–2007、2016–) - ジョン・シュネック / Jonathan David Schneck–ギター、バンジョー、鐘、ボーカル(2005–2015、2021–) - イーサン・ラック / Ethan John Luck –ベース(2021–)、ドラムス(2007–2013)、ボーカル(2007–2013、2021–) | 元メンバー - ブライアン・ピットマン / Brian Pittman–エレクトリックベース(1998–2004) - トッド・フレザコーン / Todd Frescone–ドラムス(1998) - スティーヴン・クッシュマン / Stephen Cushman–ドラムス、ボーカル(1998–2000) - ブレット・シェーネマン / Brett Schoneman–ドラムス(2000) - ヤレド・ベイヤース / Jared Byers–ドラムス(2000) - ジョン・ワーン / John Michael Warne–ベース、ボーカル(2004–2013) - トム・ブレイフォグル / Tom Breyfogle–ベース、ボーカル(2016–2017) - マーク・リー・タウンゼント / Mark Lee Townsend–ギター、ボーカル(2016) - ジェイク・ジャーマニー / Jake Germany–キーボード、ボーカル(2016) |

## 歴史

### オール・ワーク・アンド・ノー・プレイ (1998–1999)

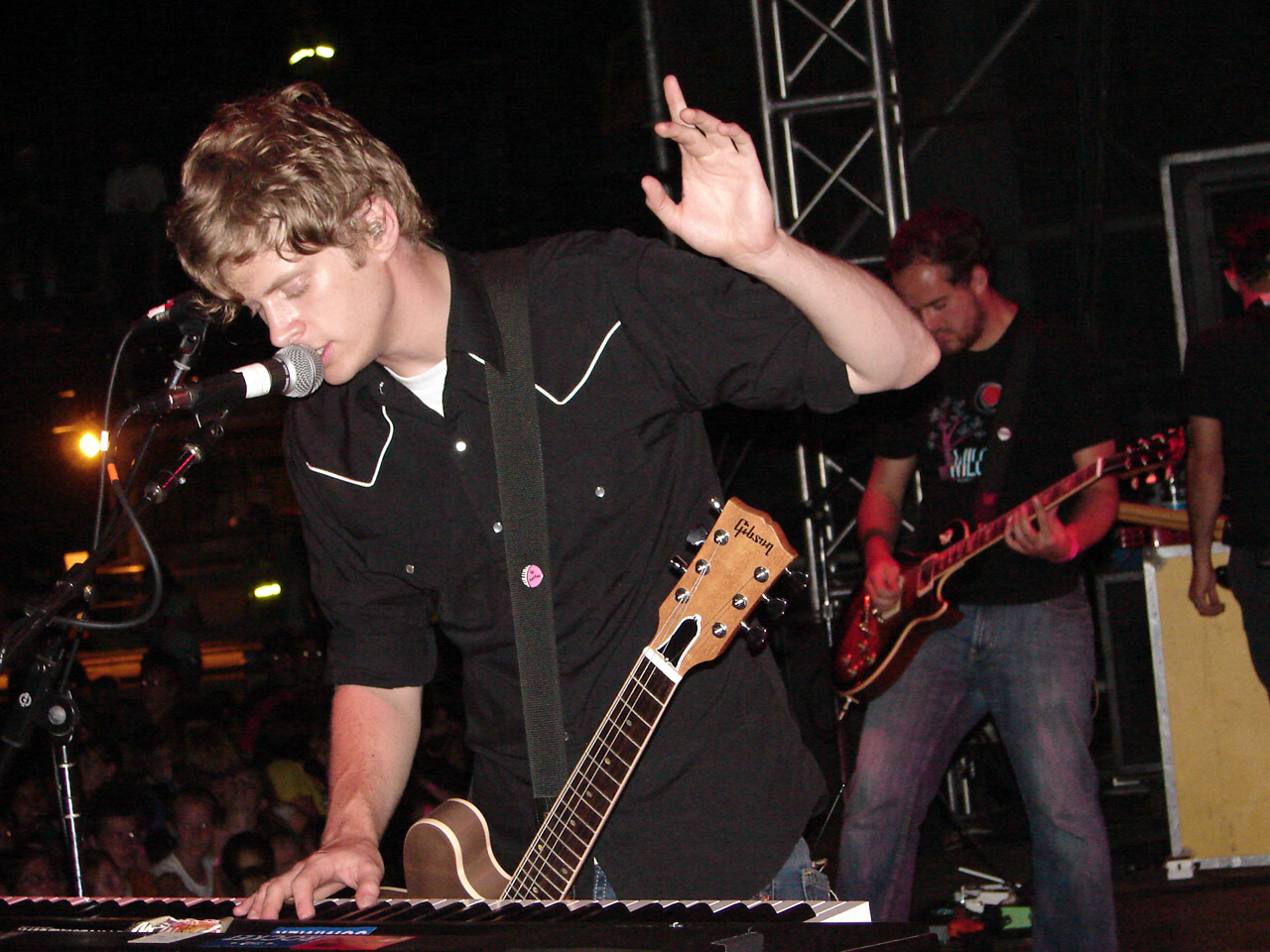
マット・ティーセン
マット・フーブス

マット・ティーセンとマット・フーブスが高校時代にオハイオ州、カントンにてリライアントK (Relient K) を結成。

### ファイブ・スコア&セブン・イヤーズ (2007-)

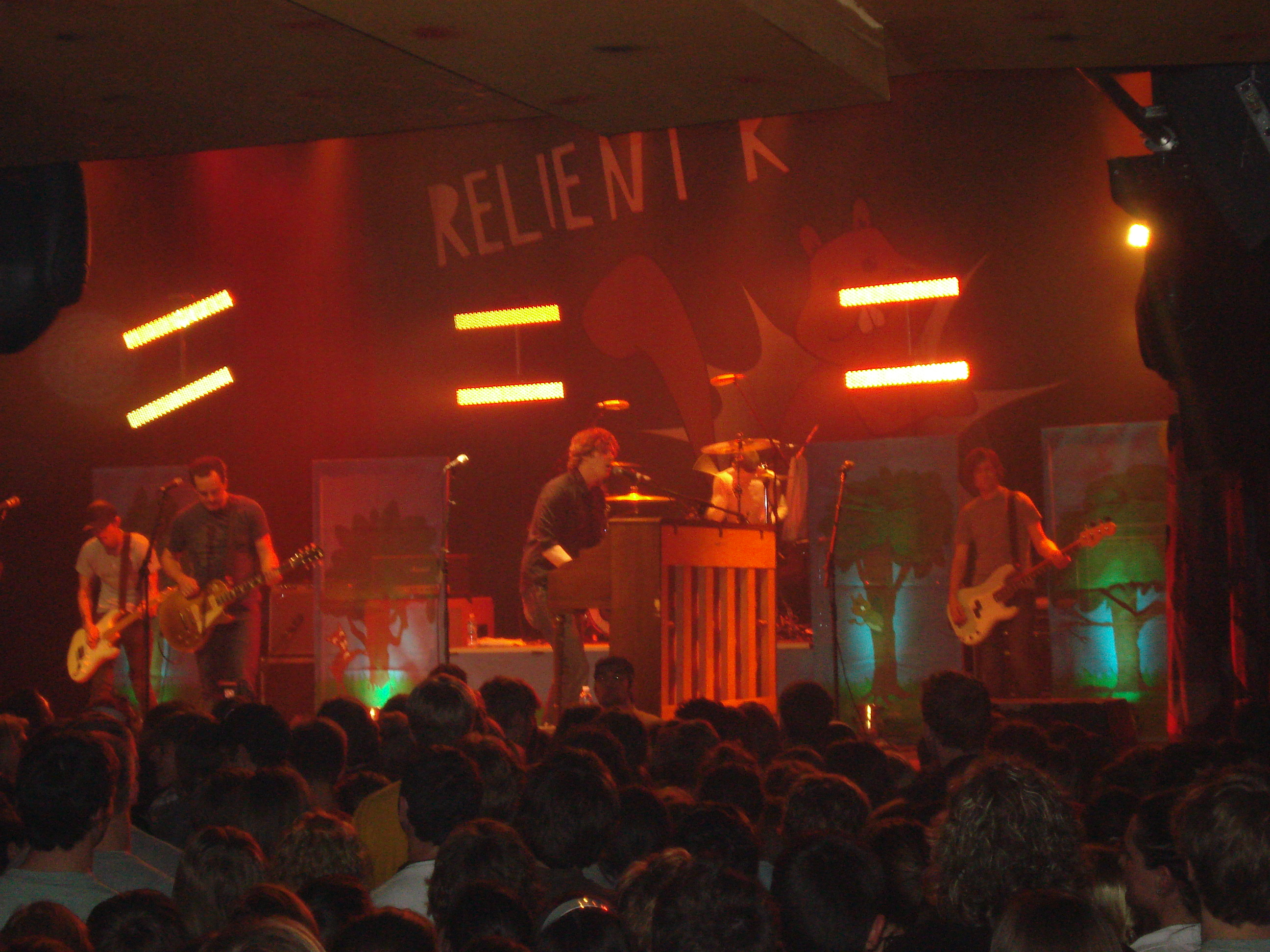
2007年5月3日

2007年10月、ドラマーのデイヴ・ダグラスが脱退。2010年パンク・スプリングスにて初来日。

## アルバム（アメリカ）
- 2000年 - 1st「Relient K」
- 2001年 - 2nd「The Anatomy of the Tongue in Cheek」
- 2003年 - 3rd「Two Lefts Don't Make a Right...but Three Do」
- 2004年 - 4th「Mmhmm」
- 2007年 - 5th「Five Score & Seven Years Ago」
- 2009年 - 6th「Forget and Not Slow Down」
- 2013年 - 7th「Collapsible Lung」

## コンピレーションアルバム(アメリカ)
- 2003年 - Christmas Album「Deck the Halls, Bruise Your Hand」
- 2006年 - 「Double Take : Relient K」
- 2008年 - Christmas Album「Let It Snow, Baby... Let It Reindeer」
- 2008年 - B-side Album「The Bird and the Bee Sides」
- 2010年 - 「The First Three Gears 2000-2003」
- 2011年 - Cover Album「Is for Karaoke」

## シングル(アメリカ)
- 2003年 - 1st「Getting into You」
- 2005年 - 2nd「High of 75」
- 2005年 - 3rd「Be My Escape」
- 2005年 - 4th「Who I Am Hates Who I've Been」
- 2006年 - 5th「Must Have Done Something Right」
- 2006年 - 6th「Forgiven」
- 2007年 - 7th「The Best Thing」
- 2008年 - 8th「Give Until There's Nothing Left」
- 2009年 - 9th「Forget and Not Slow Down」

## アルバム（日本）
- 2003年 - 1st「トゥー・レフツ・ドント・メイク・ア・ライト…バット・スリー・ドゥ」
- 2005年 - 2nd「ビー・マイ・エスケイプ」
- 2007年 - 3rd「ファイブ・スコア&セブン・イヤーズ・アゴー」
- 2009年 - 4th「フォゲット・アンド・ノット・スロー・ダウン」

## ミュージック・ビデオ
- チャップ・スティック,チャップド・リップス,アンド・シングス・ライク・ケミストリー (トゥー・レフツ・ドント・メイク・ア・ライト…バット・スリー・ドゥ)
- ビー・マイ・エスケイプ (ビー・マイ・エスケイプ)
- フー・アイ・アム・ヘイツ・フー・アイヴ・ビーン (ビー・マイ・エスケイプ)
- マスト・ハブ・ダン・サムシング・ライト (ファイブ・スコア&セブン・イヤーズ・アゴー)
- ザ・ベスト・シング (ファイブ・スコア&セブン・イヤーズ・アゴー)